# Karl Ekman (pianist)
Karl Ekman  (Turku, 18 december 1869 – Helsinki, 4 februari 1947) was een Fins pianist, pianoleraar, muziekcriticus. Tevens was hij enige tijd de baas over de Sibeliusacademie.
Ekman werd geboren binnen het gezin van cantor Berndt Ludvig Ekman en Charlotta Nyström. Hij huwde in 1896 met zangeres Ida Morduch. Zij waren de ouders van schrijver Karl Ekman die een biografie zou schrijven over Jean Sibelius (1935).
Het zag er in eerste instantie niet naar uit dat hij het concertpodium zou bereiken, alhoewel hij op zeer jeugdige leeftijd solist was bij het Symfonieorkest van Turku in het Pianoconcert van Felix Mendelssohn Bartholdy. Naast zijn studie Duits en Esthetiek aan de Universiteit van Helsinki studeerde hij aan de Sibeliusacademie muziektheorie bij Martin Wegelius, piano bij Ferruccio Busoni en orgel bij Friedrich Richard Faltin. In zijn jeugd had hij al piano-onderricht gekregen Vivika Ekman (geen familie). Zijn afstudeerproject was gebaseerd op de Toccata en fuga van Johann Sebastian Bach en de Pianoconcerten van Franz Liszt. Verdere opleiding kreeg hij in Berlijn bij Albert Becker, Wenen, Parijs en Rome.  
Vanaf 1895 tot 1898 gaf hij pianolessen aan diezelfde academie en werd er de baas van 1907 tot 1912. Daarna vertrok hij weer naar zijn geboorteplaats Turku om er les te geven. Van 1920 tot 1930 was hij muziekcriticus bij Hufvudstadsbladet (Letterlijk: Hoofdstadsblad) en organiseerde hij kamermuziekconcerten, waarbij hij ook zelf optrad. Naast werken in de muziek verzamelde hij ook volksliederen met name van de Åland-eilanden. Voorts schreef hij pianotranscripties van werken van Bach en Sibelius.
De Finse componist en pianist Armas Järnefelt droeg zijn Drei Klavierstücke aan hem op.
- Gemeinsame Normdatei: 1190674637
- International Standard Name Identifier: 0000 0001 2208 5429
- Library of Congress Control Number: no93008956
- MusicBrainz: f9125cc8-7ad6-4ca4-ab28-67d76e3cd4a0
- Nationale Bibliotheek van Tsjechië: mzk2011650281
- Nationale Bibliotheek van Israël: 987007441648205171
- Virtual International Authority File: 6962925
- WorldCat: E39PBJmDjRbRxXJkhw7ChGdJDq